# Купченко Ірина Петрівна
Ірина Петрівна Купченко (нар. 1 березня 1948, Відень, Австрія) — радянська і російська акторка театру і кіно. Народна артистка РРФСР (1980). Лауреатка премії Ленінського комсомолу (1981), російських («Ніка» (1987, 2015), «Золотий орел», «Вікно в Європу») і міжнародних кінопремій і фестивалів, Державної премії Росії (2001). Кавалер ордена Пошани (1999).

## Життєпис
Народилася в сім'ї військовослужбовця й викладачки англійської мови. Після закінчення середньої школи навчалась на факультеті іноземних мов Київського університету (1965—1966). В 1970 році закінчила Театральне училище ім. Б. В. Щукіна, курс М. Р. Тер-Захарової. Того ж року прийнята в трупу московського Державного академічного театру ім. Є. Вахтангова.
В 1969 році дебютувала в кіно у фільмі реж. А. Кончаловського «Дворянське гніздо» (1969).
Знялась в картинах українських кіностудій: «Самотня жінка бажає познайомитись» (1986, Почукаєва. Приз за «Найкращу жіночу роль» XI Міжнародного кінофестивалю в Монреалі, Канада, 1987), «Жорстока фантазія» (1994).
Всього, включаючи ролі в багатосерійних фільмах і фільмах-спектаклях, понад 70 кіноробіт.
Фігурантка бази даних центру «Миротворець» за «Свідоме порушення Державного кордону України з метою проникнення до захопленого російськими окупантами Криму. Участь у пропагандистських заходах росії (країна-агресор) проти України. Участь у спробах легалізації окупації АР Крим російськими загарбниками».

### Сім'я
- Чоловік: Лановий Василь Семенович — актор академічного театру ім. Є. Вахтангова, народний артист СРСР (1985), фігурант бази даних центру «Миротворець»[3].
- Двоє синів

## Фільмографія
- «Дворянське гніздо» (1969, Ліза Калітіна ; реж. А. Кончаловський)
- «Дядя Ваня» (1970, Соня; реж. А. Кончаловський)
- «Романс про закоханих» (1974, Люда (вокал — Валентина Толкунова; реж. А. Кончаловський)
- «Чужі листи» (1975, Віра Іванівна; реж. І. Авербах)
- «Зірка привабливого щастя» (1975, княгиня Катерина Іванівна Трубецька; реж. В. Мотиль)
- «Дивна жінка» (1977, Євгенія Михайлівна Шевельова; реж. Ю. Райзман)
- «Звичайне диво» (1978, господиня, дружина Чарівника; реж. М. Захаров)
- «Сибіріада» (1978, родичка Соломіних; реж. А. Кончаловський)
- «Поворот» (1978, Наташа Вєдєнєєва; реж. В. Абдрашитов)
- «Відпустка у вересні» (1979, Галина, дружина Зілова; реж. В. Мельников)
- «Подорож в інше місто» (1979, Ліна; реж. В. Трегубович)
- «Остання втеча» (1980, Зіна, мати Віктора)
- «Призначення» (1980, Анна Іванівна, закохана в Ляміна секретарка; реж. С. Колосов)
- «Пригоди Шерлока Холмса і доктора Ватсона: Собака Баскервілів» (1981, Беріл Степлтон, «сестра» Степлтона; реж. І. Маслєніков)
- «Додому!» (1982, Люба)
- «Без свідків» (1983, Вона; реж. М. Михалков)
- «Самотня жінка бажає познайомитись» (1986, Клавдія Петрівна Почукаєва; реж. В. Криштофович, Кіностудія ім. О. Довженка)
- «Остання дорога» (1986, Віра Вяземська)
- «Береги в тумані» (1986, Тамара Скаржинська; реж. Ю. Карасик)
- «Інше життя» (1987, Ліля)
- «Забута мелодія для флейти» (1987, Олена, дружина Філімонова; реж. Е. Рязанов)
- «Життя Клима Самгіна» (1988, дама на прийомі у адвоката)
- «Микола Вавилов» (1990, Лена, друга дружина Миколи Вавилова, мати Юри; реж. О. Прошкін)
- «Хомо новус» (1990, Галина Олексіївна, вчитель математики)
- «Зовні» (1991)
- «Ближнє коло» (1991, директорка дитячого будинку; реж. А. Кончаловський)
- «Танцюючі привиди» (1992)
- «Будинок на камені» (1994)
- «Жорстока фантазія» (1994)
- «Літні люди» (1994, Марія Львівна; реж. С. Урсуляк)
- «Роман „alla Russa“» (1994, Антоніна Васильєва, економка
- «Приходь на мене подивитися» (2000, Тетяна, донька Софії Іванівни; реж. О. Янковський, М. Агранович)
- «Послухай, чи не йде дощ…» (1999, дружина Юрія Казакова)
- «Старі шкапи» (2000, Аня, кандидатка наук, завідувачка лабораторії нових технологій у заводському НДІ; реж. Е. Рязанов)
- «Благословіть жінку» (2003, Анна Степанівна, мати Віри; С. Говорухін)
- «Московська сага» (2004, телесеріал)
- «Біси» (2006, телесеріал, Варвара Петрівна Ставрогіна)
- «Ніч світла» (2007, Зінаїда Антонівна; реж. Р. Балаян, Росія—Україна)
- «Кука» (2007, мати Лєни)
- «Троє і Сніжинка» (2007)
- «Дім на набережній» (2007)
- «Розіграш» (2008, Марія Василівна, завуч)
- «Юленька» (2009, Тамара Йосипівна, завуч школи)
- «Квітка диявола» (2010, мати Поліни)
- «Училка» (2015, Алла Миколаївна, вчителька історії; реж. О. Петрухін) — кінопремія «Ніка» за найкращу жіночу роль за 2015 рік
- «Останнє випробування» (2019, Алла Миколаївна, вчителька історії; реж. О. Петрухін)
- «Чарівник» (2019, Луїза Василівна)